# Olympische Sommerspiele 1964/Teilnehmer (Ghana)
| Gelbes Symbol für Goldmedaillen mit stilisierten Olympischen Ringen | Graues Symbol für Silbermedaillen mit stilisierten Olympischen Ringen | Braundes Symbol für Bronzemedaillen mit stilisierten Olympischen Ringen |
| ------------------------------------------------------------------- | --------------------------------------------------------------------- | ----------------------------------------------------------------------- |
| —                                                                   | —                                                                     | 1                                                                       |

Ghana nahm an den Olympischen Sommerspielen 1964 in der japanischen Hauptstadt Tokio mit einer Delegation von 33 Sportlern an 18 Wettbewerben in drei Sportarten teil.
Erstmals wurden auch drei Frauen delegiert. Es konnte eine Medaille (Bronze) gewonnen werden. Es war die dritte Teilnahme an Olympischen Sommerspielen für das Land.

## Teilnehmer nach Sportarten

### Leichtathletik

#### Frauen
- Alice Annum
Weitsprung: 29. Platz in der Qualifikation
- Christiana Boateng
100 m: Erste Runde
- Rose Hart
100 m: Viertelfinale
80 m Hürden: Halbfinale

#### Männer
- Ebenezer Addy
4 × 100 m Staffel: Halbfinale
- James Addy
400 m: Halbfinale
4 × 400 m Staffel: Erste Runde
- Mike Ahey
100 m: Viertelfinale
4 × 100 m Staffel: Halbfinale
Weitsprung: 7. Platz
- Stanley Allotey
100 m: Viertelfinale
4 × 100 m Staffel: Halbfinale
- Eric Amevor
1500 m: Erste Runde
- Sam Bugri
4 × 400 m Staffel: Erste Runde
- Brobbey Mensah
4 × 400 m Staffel: Erste Runde
- Michael Okantey
200 m: Erste Runde
4 × 100 m Staffel: Halbfinale
- Ebenezer Quartey
400 m: Viertelfinale
4 × 400 m Staffel: Erste Runde

### Boxen
- Eddie Blay
Halbweltergewicht: 3. Platz
- Sammy Lee Amekudji
Leichtgewicht: 17. Platz
- Thomas Arimi
Halbschwergewicht: 9. Platz
- Isaac Aryee
Bantamgewicht: 9. Platz
- Joe Darkey
Mittelgewicht: 5. Platz
- Eddie Davies
Halbmittelgewicht: 5. Platz
- Sulley Shittu
Fliegengewicht: 9. Platz

### Fußball
- Herren
7. Platz

- Kader
Ben Acheampong
Edward Acquah
Sam Acquah
Charles Addo-Odametey
Edward Aggrey-Fynn
Joseph Agyemang-Gyau
Edward Dodoo-Ankrah
Willie Mfum
Emmanuel Kwesi Nkansah
Emmanuel Oblitey
Samuel Okai
Kofi Osei
Kofi Pare
Mohammadu Salisu